# NGC 5299
NGC 5299 est peut-être un amas ouvert, mais certains le décrivent comme un nuage d'étoiles,. NGC 5299 ne figure pas dans la base de données WEBDA. NGC 5299 situé dans la constellation du Centaure.
NGC 5299 été découvert par l'astronome britannique John Herschel à l'Observatoire royal du cap de Bonne-Espérance avec un télescope de 18 pouces.

## Observation

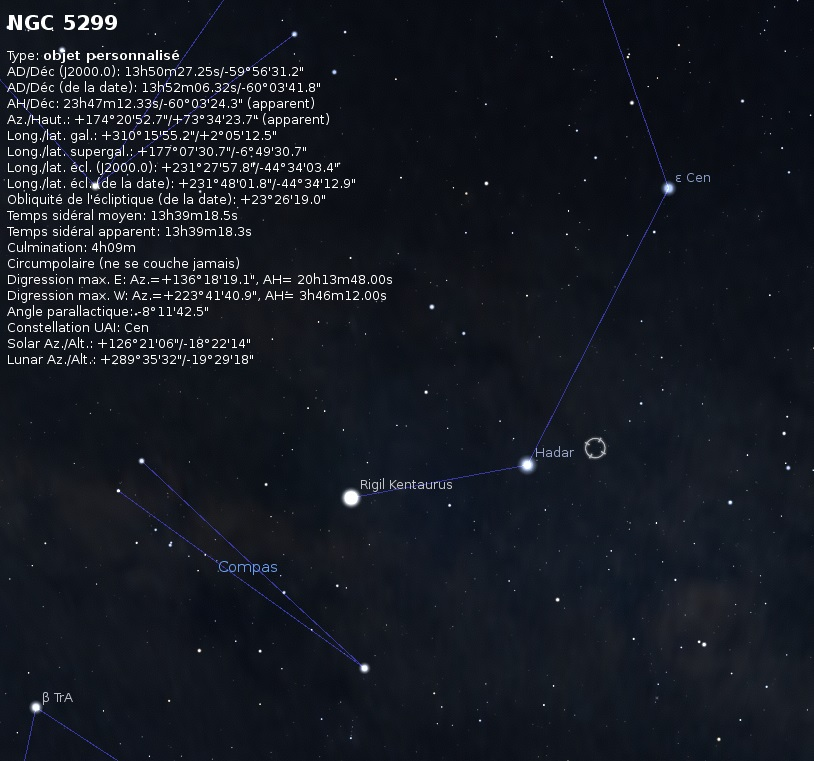
Localisation de NGC 5299 dans la constellation du Lézard. (Stellarium)

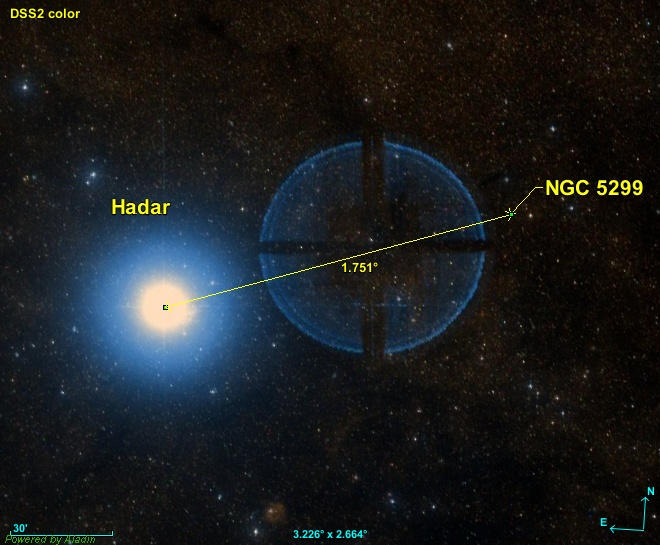
Position de NGC 5299 par rapport Hadar.

NGC 5299 est situé à environ 1,75 degré au nord-ouest de l'étoile Hadar.

## Caractéristiques
Cet amas a été très peu étudié et les valeurs de ses principales caractéristiques varient beaucoup. Par exemple, sa taille est de 4,2' selon le site SkyLive et de 30' selon Wolfgang Steinicke. Simbad indique une distance de environ 1 847 pc (∼6 020 al) en se basant sur un article publié en 2018. Simbad indique aussi mouvement propre en ascension droite de −8,17 ± 0,68 mas/an et en déclinaison de −0,26 ± 0,68 mas/an en se basant sur un article publié en 2013.